# Collegio plurinominale Basilicata - 01 (Camera dei deputati)
Il collegio elettorale plurinominale Basilicata - 01 è un collegio elettorale plurinominale della Repubblica Italiana per l'elezione della Camera.

## Territorio
Come previsto dalla legge elettorale italiana del 2017, il collegio è stato definito tramite decreto legislativo all'interno della circoscrizione Basilicata.
Il collegio corrisponde all'intera regione Basilicata e comprendeva i due collegi uninominali del 2017 Basilicata - 01 (Potenza) e Basilicata - 02 (Matera).
Dal 2020 coincide con il territorio dell'unico collegio uninominale della regione.

## XVIII legislatura

### Risultati elettorali
| Liste          | Liste                                       | Proporzionale | Proporzionale | Proporzionale | Maggioritario | Maggioritario | Maggioritario |  |
| Liste          | Liste                                       | Voti          | %             | Seggi         | Voti          | %             | Seggi         |  |
| -------------- | ------------------------------------------- | ------------- | ------------- | ------------- | ------------- | ------------- | ------------- |  |
|                | Movimento 5 Stelle                          | 139 177       | 44,36         | 2             | 139 177       | 44,36         | 2             |  |
|                | Forza Italia                                | 38 915        | 12,40         | 1             | 79 690        | 25,40         | –             |  |
|                | Lega                                        | 19 744        | 6,29          | –             | 79 690        | 25,40         | –             |  |
|                | Fratelli d'Italia                           | 11 560        | 3,68          | –             | 79 690        | 25,40         | –             |  |
|                | Noi con l'Italia – UDC                      | 9 471         | 3,02          | –             | 79 690        | 25,40         | –             |  |
|                | Partito Democratico                         | 50 664        | 16,15         | 1             | 61 559        | 19,62         | –             |  |
|                | Civica Popolare                             | 3 842         | 1,22          | –             | 61 559        | 19,62         | –             |  |
|                | +Europa                                     | 3 798         | 1,21          | –             | 61 559        | 19,62         | –             |  |
|                | Italia Europa Insieme                       | 3 255         | 1,04          | –             | 61 559        | 19,62         | –             |  |
|                | Liberi e Uguali                             | 20 220        | 6,44          | –             | 20 220        | 6,44          | –             |  |
|                | Potere al Popolo!                           | 4 027         | 1,28          | –             | 4 027         | 1,28          | –             |  |
|                | CasaPound                                   | 2 050         | 0,65          | –             | 2 050         | 0,65          | –             |  |
|                | Il Popolo della Famiglia                    | 1 876         | 0,60          | –             | 1 876         | 0,60          | –             |  |
|                | Partito Comunista                           | 1 512         | 0,48          | –             | 1 512         | 0,48          | –             |  |
|                | Partito Valore Umano                        | 803           | 0,26          | –             | 803           | 0,26          | –             |  |
|                | Blocco Nazionale per le Libertà (DC - IR)   | 791           | 0,25          | –             | 791           | 0,25          | –             |  |
|                | 10 Volte Meglio                             | 738           | 0,24          | –             | 738           | 0,24          | –             |  |
|                | Lista del Popolo per la Costituzione        | 686           | 0,22          | –             | 686           | 0,22          | –             |  |
|                | Per una Sinistra Rivoluzionaria (PCL - SCR) | 649           | 0,21          | –             | 649           | 0,21          | –             |  |
| Totale         | Totale                                      | 313 778       | 100           | 4             | 313 778       | 100           | 2             |  |
|                |                                             |               |               |               |               |               |               |  |
| Schede bianche | Schede bianche                              | 5 666         | 1,72          |               |               |               |               |  |
| Schede nulle   | Schede nulle                                | 9 673         | 2,94          |               |               |               |               |  |
| Votanti        | Votanti                                     | 329 117       | 71,06         |               |               |               |               |  |
| Elettori       | Elettori                                    | 463 147       |               |               |               |               |               |  |

### Eletti

#### Eletti nei collegi uninominali
Eletti nel Movimento 5 Stelle
| Collegio uninominale | Eletto | Eletto           | Partito            |
| -------------------- | ------ | ---------------- | ------------------ |
| 01 - Potenza         |        | Salvatore Caiata | Movimento 5 Stelle |
| 02 - Matera          |        | Gianluca Rospi   | Movimento 5 Stelle |

1. ↑  Aderisce al gruppo misto, non iscritti; in data 20.04.2018 alla componente «MAIE-Movimento Associativo Italiani all'Estero-Sogno Italia»; in data 18.02.2019 torna nei non iscritti; in data 18.04.2019 aderisce alla componente «Sogno Italia-10 Volte Meglio»; in data 14.05.2019 a Fratelli d'Italia.
2. ↑  In data 03.01.2020 aderisce al gruppo misto; non iscritti; in data 06.05.2020 alla componente  «Popolo Protagonista-Alternativa Popolare (AP)-Partito Socialista Italiano (PSI)»; in data 26.01.2021 torna nei non iscritti; in data 10.02.2021 aderisce alla componente «Cambiamo!-Popolo Protagonista»; in data 27.05.2021 a Coraggio Italia; in data 18.11.2021 a Forza Italia - Berlusconi Presidente.

#### Eletti nei collegi plurinominali
| Movimento 5 Stelle            | Partito Democratico | Forza Italia   |
| ----------------------------- | ------------------- | -------------- |
|                               |                     |                |
| Mirella Liuzzi Luciano Cillis | Vito De Filippo     | Michele Casino |

1. ↑  In data 21.06.2022 aderisce al gruppo Insieme per il Futuro.
2. ↑  In data 19.02.2019 aderisce a Italia Viva; in data 18.01.2021 torna nel Partito Democratico.

## XIX legislatura

### Risultati elettorali
|                               | Fratelli d'Italia                                       | 44 419  | 18,17 | 1 | 93 634  | 38,31 | 1 |  |  |
|                               | Forza Italia                                            | 22 881  | 9,36  | – | 93 634  | 38,31 | 1 |  |  |
|                               | Lega per Salvini Premier                                | 21 904  | 8,96  | – | 93 634  | 38,31 | 1 |  |  |
|                               | Noi Moderati                                            | 4 430   | 1,81  | – | 93 634  | 38,31 | 1 |  |  |
|                               | Movimento 5 Stelle                                      | 61 113  | 25,00 | 1 | 61 113  | 25,00 | – |  |  |
|                               | Partito Democratico - Italia Democratica e Progressista | 37 171  | 15,21 | 1 | 52 778  | 21,59 | – |  |  |
|                               | Alleanza Verdi e Sinistra                               | 8 378   | 3,43  | – | 52 778  | 21,59 | – |  |  |
|                               | +Europa                                                 | 5 114   | 2,09  | – | 52 778  | 21,59 | – |  |  |
|                               | Impegno Civico – Centro Democratico                     | 2 115   | 0,87  | – | 52 778  | 21,59 | – |  |  |
|                               | Azione - Italia Viva                                    | 23 865  | 9,76  | – | 23 865  | 9,76  | – |  |  |
|                               | Unione Popolare                                         | 3 617   | 1,48  | – | 3 617   | 1,48  | – |  |  |
|                               | Italexit                                                | 3 520   | 1,44  | – | 3 520   | 1,44  | – |  |  |
|                               | Italia Sovrana e Popolare                               | 2 638   | 1,08  | – | 2 638   | 1,08  | – |  |  |
|                               | Partito Comunista Italiano                              | 2 304   | 0,94  | – | 2 304   | 0,94  | – |  |  |
|                               | Noi di Centro – Europeisti                              | 956     | 0,39  | – | 956     | 0,39  | – |  |  |
| Totale                        | Totale                                                  | 244 425 | 100   | 3 | 244 425 | 100   | 1 |  |  |
|                               |                                                         |         |       |   |         |       |   |  |  |
| Schede bianche                | Schede bianche                                          | 7 087   | 2,70  |   |         |       |   |  |  |
| Schede nulle                  | Schede nulle                                            | 11 008  | 4,19  |   |         |       |   |  |  |
| Votanti                       | Votanti                                                 | 262 520 | 58,77 |   |         |       |   |  |  |
| Elettori                      | Elettori                                                | 446 685 |       |   |         |       |   |  |  |
|                               |                                                         |         |       |   |         |       |   |  |  |
| Data: 25 settembre 2022       |                                                         |         |       |   |         |       |   |  |  |
| Fonte: Ministero dell'interno |                                                         |         |       |   |         |       |   |  |  |

#### Eletti nei collegi uninominali
Eletti nella coalizione di centro-destra (FdI - Lega - FI - NM)
| Collegio uninominale | Eletto | Eletto           | Partito           |
| -------------------- | ------ | ---------------- | ----------------- |
| 1. Potenza           |        | Salvatore Caiata | Fratelli d'Italia |

#### Eletti nella quota proporzionale
| Movimento 5 Stelle | Fratelli d'Italia | Partito Democratico-IDP |
| ------------------ | ----------------- | ----------------------- |
|                    |                   |                         |
| Arnaldo Lomuti     | Aldo Mattia       | Vincenzo Amendola       |